# José Martínez Zapata
José Martínez Zapata fue un pintor español de la segunda mitad del siglo XIX.

## Biografía
Pintor natural de Almería, fue discípulo de Carlos de Haes y de la Escuela especial de Pintura, Escultura y Grabado. En la Exposición de Madrid de 1876 presentó Vista del puerto y bahía de Santander, Estación semafórica de Santander, Río Fas por el valle de Toranzo. En la de 1878 el Río Navia en las inmediaciones de San Andrés de Nogales, y el Naufragio del bergantín Fepillo sobre las peñas del Castillo de San Antón de la Coruña. En la de 1881 la Ría de Betanzos. Obtuvo varios premios en las Exposiciones de La Coruña y de Cádiz.